# Safari

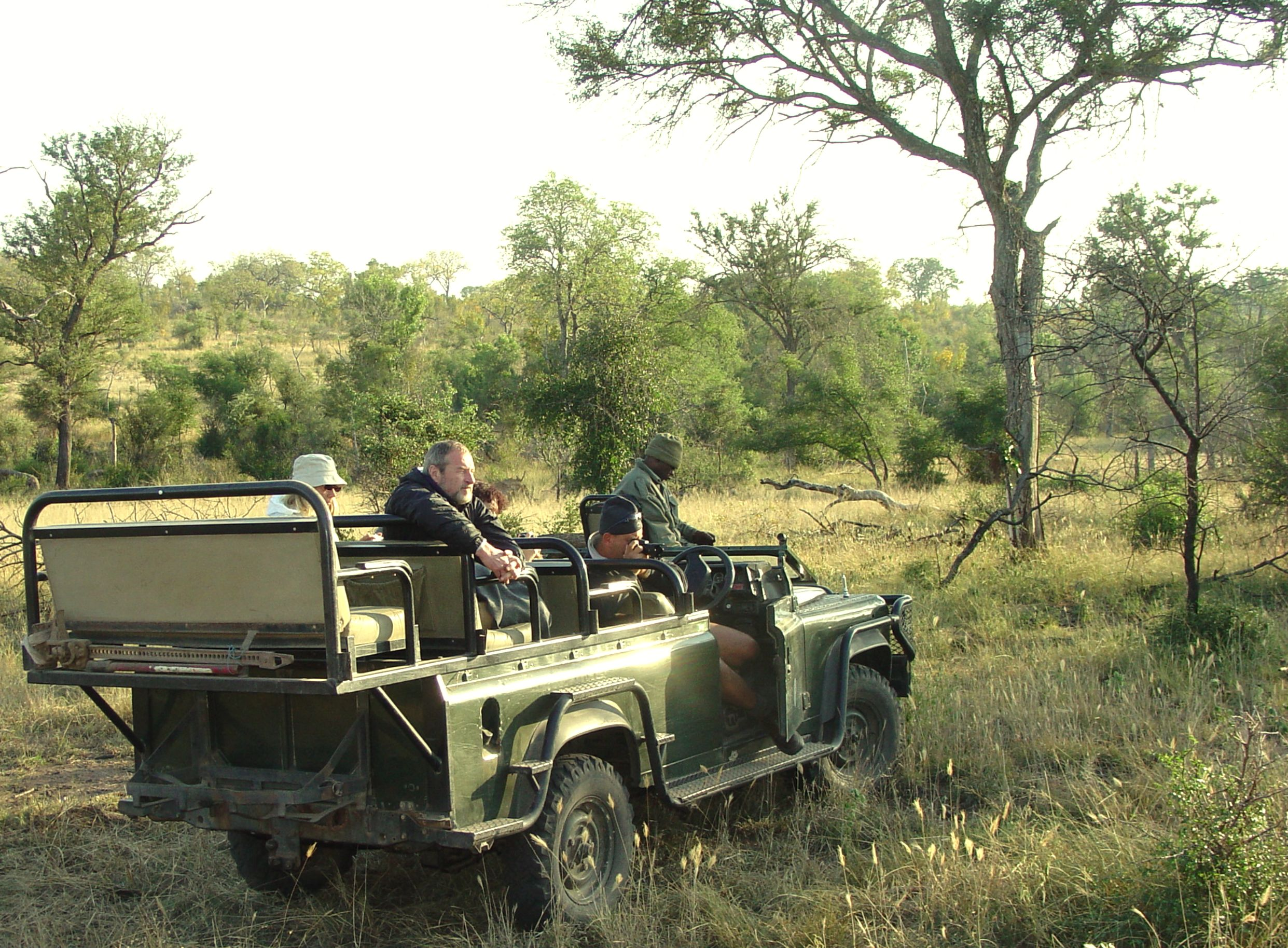
Turisti in safari nella riserva di Sabi Sabi, Sudafrica

Il termine safari indica un'escursione naturalistica in parchi o riserve con l'obiettivo di avvistare e/o cacciare fauna selvatica, soprattutto nell'Africa orientale ed australe (Tanzania, Kenya, Mozambico, Zimbabwe, Botswana, Namibia, Sudafrica e così via); per distinguerla dal safari inteso come battuta di caccia, questo tipo di escursione viene anche chiamata safari fotografico o fotosafari. A causa della notevole estensione dei parchi e delle distanze fra di essi, la visita dei grandi parchi africani (per esempio quelli della pianura di Serengeti) assume spesso le caratteristiche di un vero e proprio "(lungo) viaggio", come vorrebbe il significato originale swahili della parola safari.

## Tipi di safari

### Game drive

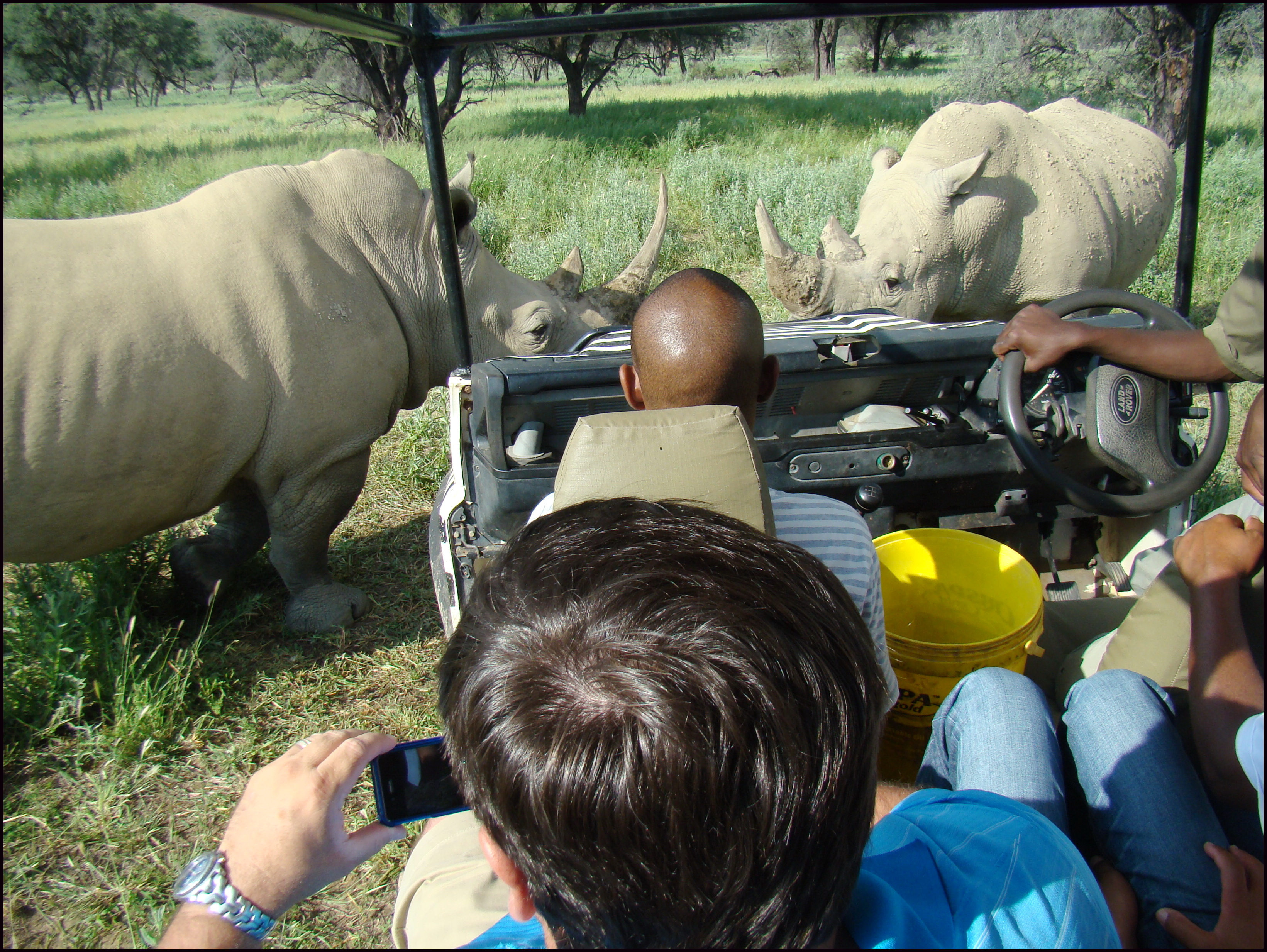
Safari in mezzo a rinoceronti bianchi

Il safari "classico", o game drive, si svolge di giorno, in fuoristrada o pulmini 4x4. A seconda dei regolamenti vigenti nei vari parchi e di eventuali particolarità stagionali, i veicoli utilizzati possono essere completamente aperti, con tettuccio apribile, o chiusi. Le ore preferite sono generalmente quelle dell'alba e del tardo pomeriggio; in queste ore, infatti, i predatori sono generalmente più attivi, le condizioni per la fotografia naturalistica sono migliori e (soprattutto nella stagione estiva) la temperatura più gradevole. Nei grandi parchi, comunque, il safari può protrarsi da mattina a sera; nella maggior parte dei parchi si trovano aree di sosta protette in cui è possibile scendere in sicurezza dai veicoli e consumare un pranzo al sacco (detto pasto in lunch box o packed lunch).
Il game drive consente incontri anche molto ravvicinati con i grandi felini o altri animali pericolosi, ma che difficilmente tenterebbero di assaltare un veicolo chiuso; si mantengono invece rispettose distanze dagli animali potenzialmente in grado di "caricare" (per esempio elefanti, rinoceronti e grossi bufali). A seconda del tipo di parco, della pericolosità della fauna e di altre condizioni ambientali, può essere consentito ai visitatori il game drive sul proprio veicolo, senza l'assistenza di una guida (questa possibilità viene data, per esempio, in quasi tutti i parchi del Sudafrica).

### Safari notturno
Il safari notturno in fuoristrada, o night game drive, normalmente su fuoristrada dotati di luce "spot", consente di avvistare la fauna notturna dei parchi (per esempio manguste, genette, serval, oritteropi, mellivore) e avere maggiori possibilità di assistere a scene di caccia. Nella maggior parte dei parchi nazionali, tuttavia, questo tipo di safari non è autorizzato (in quanto è del tutto vietata la circolazione notturna in automobile); il night game drive è quindi possibile quasi esclusivamente in riserve private.

### Safari a piedi
Il safari a piedi (walking safari) è una escursione svolta spesso con l'accompagnamento di guide o ranger armati. Come per il safari notturno, il safari a piedi non è consentito ovunque; oltre alle riserve private, tuttavia, anche alcuni parchi nazionali (per esempio in Tanzania e in Kenya) lo autorizzano. Il primo a sperimentare i safari a piedi in Africa sudorientale fu Norman Carr, statista del Luangwa del Sud, alla metà del XX secolo. La pratica del safari a piedi (anche notturni) è quella più comune in Madagascar; la rendono preferibile l'assenza di grandi predatori e la piccola taglia della fauna locale (principalmente costituita da lemuri e camaleonti), che potrebbero essere più difficili da avvicinare in automobile o fuoristrada. Il gorilla trekking è una particolare forma di safari a piedi, tipico dell'Uganda, che consente l'osservazione ravvicinata dei rari gorilla di montagna.

### Safari in barca
Il safari in barca rende possibile l'avvistamento ravvicinato della fauna di fiumi e laghi; è indicata soprattutto per osservare ippopotami, coccodrilli e una parte significativa dell'avifauna dei parchi. Anche la maggior parte dei mammiferi terrestri spesso converge verso laghi e fiumi per abbeverarsi o fare il bagno. Il tipo di imbarcazione può variare di zona in zona: nel delta dell'Okavango, per esempio, si utilizzano canoe e barche veloci; nel Selous barche a fondo piatto. Il safari in barca è la principale forma di safari in Malawi, essendo buona parte del territorio occupata dal lago omonimo.

### Safari di caccia

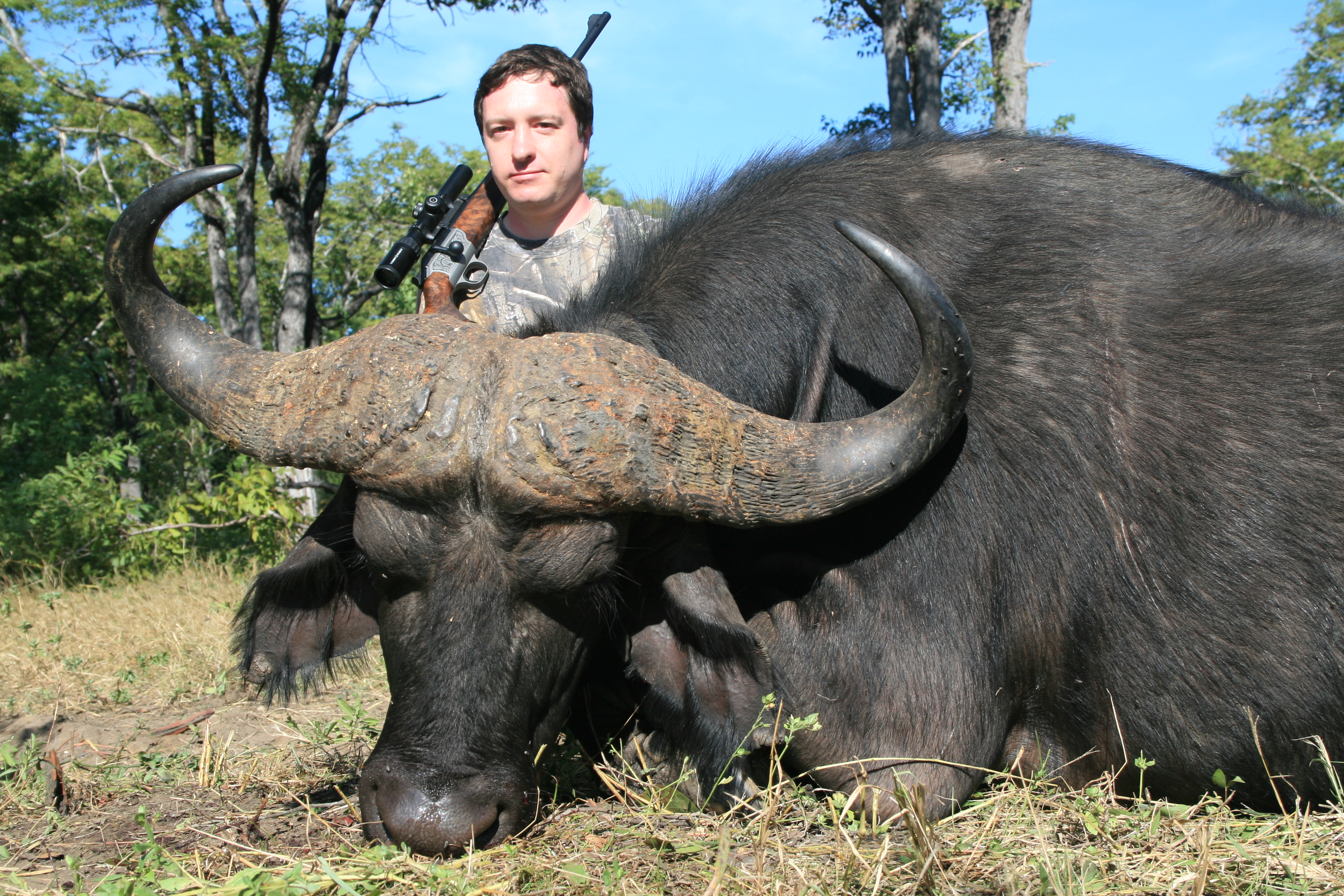
Bufalo abbattuto "legalmente" in un safari di caccia in Zambia.

A causa di una distorta informazione dei mass-media, si è portati a ritenere che gli animali africani siano tutti protetti e che, chi li uccide, sia per forza un bracconiere. In realtà il safari di caccia è consentito in quasi tutti i paesi sub-sahariani: solamente il Kenya, dal 1977, ha vietato la caccia nel suo territorio.
Esistono molte riserve di caccia statali e terreni privati in cui la selvaggina viene "gestita", per cui, dopo avere pagato profumatamente il permesso di caccia, è consentito abbattere legalmente anche gli animali protetti, ad esempio elefanti e rinoceronti. 
 
In particolare, in Sudafrica molte fattorie si sono convertite in “allevamenti” di selvaggina africana. Vengono allevati per scopi venatori antilopi, zebre e bufali, ma anche leoni e rinoceronti. Ovviamente, dati gli alti costi, tali safari sono riservati a personaggi facoltosi, i quali, in genere, non amano questo tipo di pubblicità.

## Abbigliamento
L'abbigliamento da safari è piuttosto simile all'abbigliamento da escursionismo. Si prediligono i colori poco sgargianti perché infastidiscono meno gli animali, e in particolare quelli chiari (come il classico color kaki) perché attirano meno le zanzare. Sono in genere consigliati cappelli con visiera o a larghe tese per proteggersi dal sole; nei game drive in veicoli scoperti si usano in genere cappelli con laccio e occhiali da sole per proteggere gli occhi dalla sabbia delle piste in terra battuta.

## Impatto ambientale
I safari fotografici in riserve e parchi nazionali pongono il problema dei possibili impatti sull'ambiente, specialmente in quelle aree di riconosciuto valore naturalistico (molti parchi e riserve africani, per esempio, rappresentano un patrimonio dell'umanità riconosciuto dall'UNESCO). Un esempio di problema ben noto è il fatto che la presenza di turisti può disturbare le attività da cui dipende la sopravvivenza degli animali; per esempio, è stato dimostrato che l'efficienza di caccia dei leoni che vivono nelle aree più frequentate dai turisti è molto inferiore che altrove e spesso appena sufficiente al sostentamento; e ancora maggiore è probabilmente il danno fatto ai predatori prevalentemente diurni come il ghepardo. Inoltre i parchi devono essere attrezzati con strutture ricettive (campi tendati, hotel, guesthouse, lodge), con la conseguente necessità di trattamento dei rifiuti, delle acque di scarico e così via. D'altra parte, il turismo nei parchi può avere anche conseguenze positive dal punto di vista ambientale; per esempio, rispetto al problema del bracconaggio (che i governi di paesi poveri come la Tanzania hanno difficoltà a controllare attraverso guardie armate e ranger) la presenza di (numerosi) turisti sul territorio fornisce un contributo spesso essenziale di sorveglianza indiretta.